# Jardín América (Misiones)
Jardín América es una ciudad y municipio argentino, en el departamento San Ignacio de la provincia de Misiones. Aunque no es la cabecera, es la localidad más importante del departamento.
El municipio de Jardín América limita con los municipios de Hipólito Yrigoyen, Colonia Polana y Santo Pipó, del mismo departamento; Puerto Leoni del departamento Libertador General San Martín, Campo Viera de Oberá y Campo Grande de Cainguás.
La ciudad de Jardín América se encuentra a aproximadamente 10 km del río Paraná y a 100 km de la ciudad de Posadas. Su principal vía de comunicación es la Ruta Nacional N.º 12, que la comunica al sudoeste con Hipólito Yrigoyen y Posadas, y al norte con Capioví y Puerto Iguazú. También es muy importante la ruta Provincial N.º 7 (asfaltada) que la conecta al sudeste con Aristóbulo del Valle. 
Dentro del municipio de Jardín América se encuentra el núcleo urbano de Oasis, ubicado al norte de la localidad y a sólo 3 kilómetros de la costa del río Paraná. El principal atractivo turístico es el salto Tabay, sobre el arroyo Tabay, a 4 kilómetros de la localidad y con una excelente infraestructura; en este salto se lleva a cabo el tradicional Festival del Turista. También hay una gran piscina poco antes de la caída de agua, que se nutre de las aguas del arroyo Tabay. 

## Historia

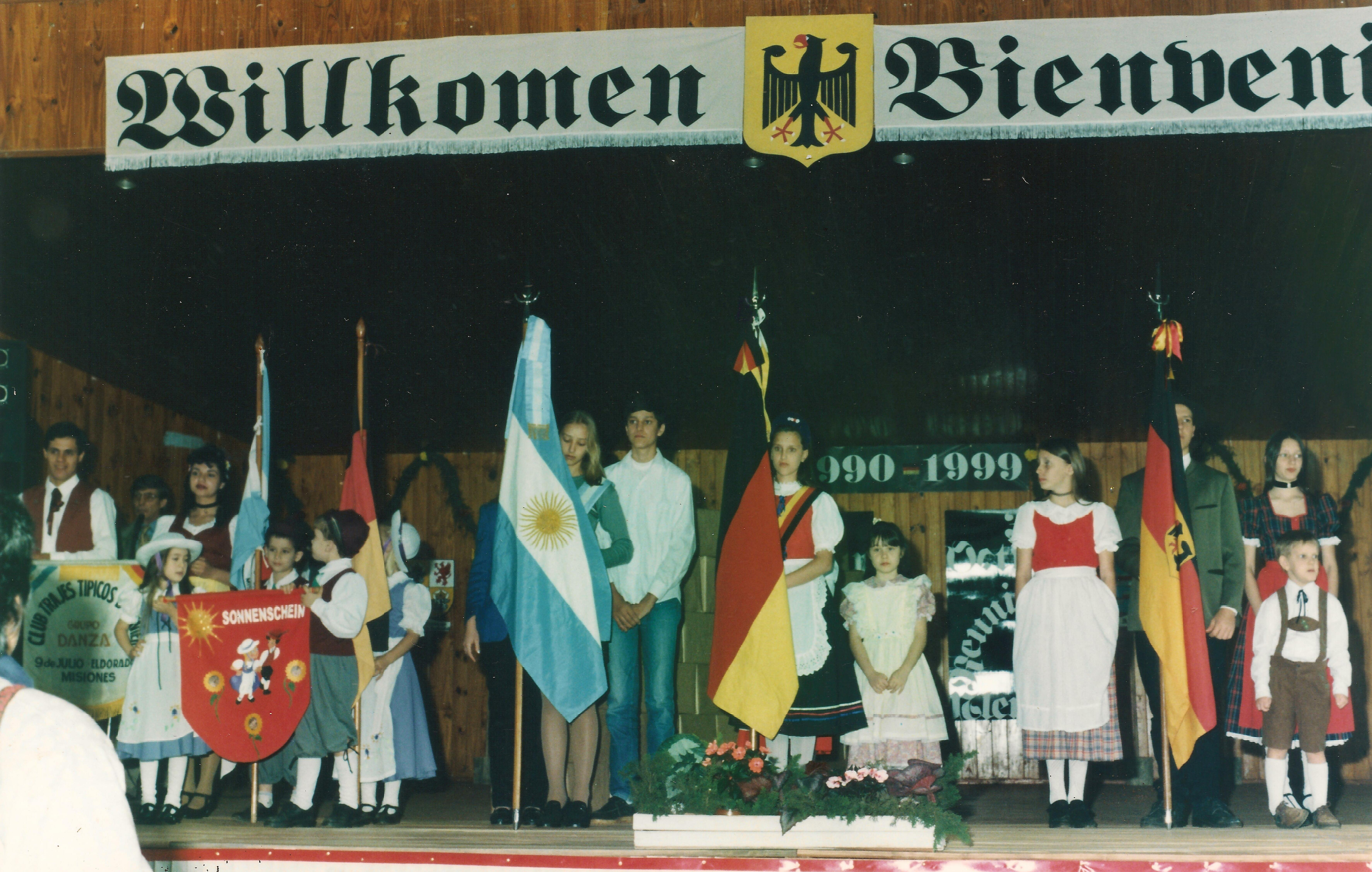
Día de la Unidad Alemana en Jardín América en 1999.

En 1768 se asentó en las cercanías de Jardín América la última reducción de aborígenes del Alto Paraná, llamada San Francisco de Paula y que sobrevivió hasta 1816.
El pueblo con las características como se lo conoce hoy, sería uno de los creados a mediados del siglo XX en la provincia, fundado por: Isaac Da Silva, Enrique Jacobo Drachemberg y un grupo de pioneros,  el 7 de mayo de 1946. Este dato se destaca más si se considera que a comienzos del siglo XXI Jardín era la sexta localidad de la provincia en cantidad de habitantes. Apenas 3 años después de la fundación ya había en la zona urbana y la colonia unos 1200 pobladores, que lograron ese mismo año la creación de la Comisión de Fomento. En 1957 la Comisión de Fomento se convirtió en municipalidad.

### Momento fundacional
El impulsor del proyecto fue el pionero Don Isaac Da Silva. El objetivo inicial fue adquirir las tierras necesarias para la fundación de una villa, el 7 de mayo de 1946.
Isaac Da Silva expresa sobre ese día: 

Inmediatamente se iniciaron los preparativos para salir temprano,estaba amaneciendo y nos reunimos frente a la escuela (Instituto Adventista de Oasis) antes de salir el sol estaba todo listo para partir, invocamos la ayuda de Dios, fuente de todo bien, razón y justicia.

Y recuerda una anécdota que hoy es la historia de la ciudad:

El vecino Arturo Otto explayando su entusiasmo dio un terrible sapucay como señal de partida; así algunos a pie, otros en carro que transportaban las herramientas llegamos a lo que hoy es la Estación de Servicio Shell. Se abrió una picada a punta de machete de unos quinientos metros, abriendo el trazado de lo que hoy es la Avenida Libertad. Los que ese día tuvimos la suerte de participar de esa aventura fueron Arturo Otto, Juan Enrique, Fabián Acosta, Pedro L. Sharp, Juan Massena, Don Osorio, Federico Schmidt, Cosme Alvez, Eugenio Acosta, Rogelio Cardozo, Silvio Sosa, Emilia Drachenberg de Da Silva (única presencia femenina) e Isaac Da Silva.

A partir de allí se pone en marcha el proyecto ejecutado y pensado por Don Isaac Da Silva y sus colaboradores; cuya tarea de mensura recae en Don Miguel Romer y su ayudante Don Prudencio Villaverde.

### El nombre de la ciudad
El nombre de Jardín América surge de una democrática decisión de los colonos. Ante la previa presentación de varios nombres, cada voto fue secreto y al final del escrutinio la denominación Jardín América propuesta por el matrimonio Da Silva se impuso a escaso margen del nombre de Aurora presentado por Don Arturo Otto.
El nombre deriva de la impresión que le produjo la delineación urbana y el buen gusto que destacaba al barrio «Jardim America» de la ciudad de São Paulo -la mayor urbe de Brasil, de Sudamérica y la octava más grande del mundo-, por lo que Isaac Da Silva expresó su deseo de que la futura villa se asemejara a aquella urbanización que inspiró el nombre.

### El Timbó
Al costado de la Ruta Nacional N°12, frente al lugar donde hoy se encuentra el casino local, se levantaba el gigantesco ejemplar del Timbó que por su tamaño se convirtió en un referente ineludible de la localidad.
A su sombra se ubicó el primer campamento de Don Romer, durante muchos años se hicieron allí diversas fiestas (allí nace el Festival del Folklore Infantil) e incluso cumplió la función de Terminal de ómnibus en un pequeño lazo de tiempo. 
Es considerado como el orgullo de la ciudad, admirado y ponderado por muchos que pasaban por el pueblo; incluso uno de los clubes deportivos locales recibe el nombre de «El Timbó».
En 1976 fue talado y con el tiempo surgió un retoño del árbol que se trasplantó en la Plaza Colón, ubicada en el centro de la ciudad.

### Primera Comisión de Fomento
La primera comisión de fomento fue creada el 23 de mayo de 1949, a tres años de la fundación, en la gestión del Gobernador de Misiones Don Aparicio Almeida. El primer presidente de dicha comisión fue Don Enrique Jacobo Drachenberg. Acompañan en esta honrosa tarea institucional Raúl Marcenaro (vicepresidente), Juan Massena (secretario), Gabriel Núñez de Lima (tesorero) y Juan Enríquez (vocal).

### Las primeras escuelas
Las únicas escuelas de la zona estaban a diez kilómetros de la localidad por lo que se decide crear un comisión pro-escuela, cuyo objetivo se concretó en 1951 como lo que hoy se conoce como Escuela Provincial N.º 284, que inició sus actividades con 246 alumnos.
En 1955 se crea una segunda escuela, de gestión privada. Fue el Instituto Adventista General Manuel Belgrano.
La primera escuela secundaria comenzó a funcionar en 1960 en la Municipalidad por no contar con edificio propio. Fue el Ciclo Básico N.º 4, actualmente Escuela Superior de Comercio N.º 2, cuyo primer director fue Raúl Demartini.

## Municipio
La municipalidad se crea durante la gestión de Pablo Fiege como presidente de la Comisión de Fomento.

## Economía
Entre las principales actividades económicas de la ciudad, se encuentra el turismo y la agricultura, destacándose el cultivo de yerba mate y té, así como también el de ananá y papaya en la pequeña franja costera. En el sector turístico se destaca la afluencia de miles de turistas anuales que visitan durante la temporada de verano los Saltos del Tabay (únicos por su cualidad de hidromasaje natural), constituyendo un excelente entorno natural que propicia el relax. También son actividades importantes la forestación y la fábrica de pasta celulósica de Puerto Mineral, que si bien no se encuentra dentro del municipio, lo incide y se convierte en el ingreso de una parte de su población.

### Características

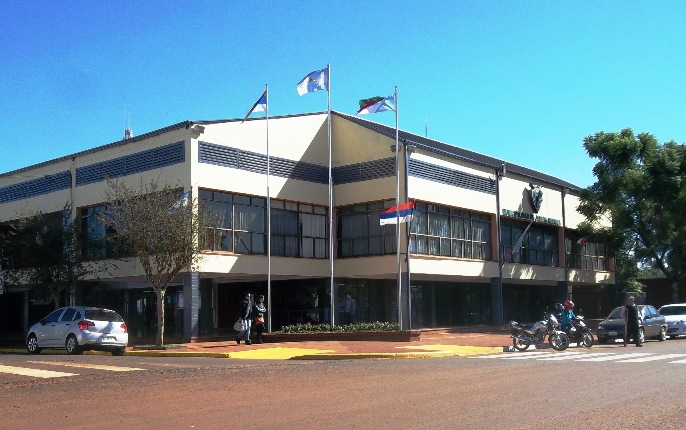
Edificio de la Municipalidad, vista desde la Plaza Colón.

La base de la economía se basa en los numerosos pequeños y medianos productores que proporcionan la materia prima para la industria de la localidad.
Los principales cultivos son el té. En ese rubro el pionero en la producción fue la empresa Agronorte S.A., luego Tejasa y actualmente la empresa El Vasco.
La yerba mate es el cultivo más tradicional de la provincia y la más importante de esta localidad es la Cooperativa de Productores Yerbateros, que produce yerba en sus marcas «Abuelo Yerbatero» y productos «Flor de Jardín». En los últimos años diversificó su producción a la elaboración de pickles envasados, mermeladas y frutas en almíbar.
En la actividad maderera, otra de las actividades fuertes de la localidad, se destacan los aserraderos que explotan madera nativa como el «kiri» (el término japonés para el árbol Paulownia tomentosa), eucalipto y pino ellioti. Toda lo que se produce es trabajado en numerosos aserraderos instalados en los alrededores del municipio y su tala y producción está regulada legalmente a causa de la pérdida de grandes especies. 
De 1947 a 1954 existía la fábrica de terciado y laminado que contaba con alrededor de 230 obreros.
También se cultivan numerosas frutas y hortalizas puestos en venta en la "feria franca"; así también se planta mandioca, a partir de la instalación de una fábrica productora de almidón que pertenece a la Cooperativa de Productores Yerbateros.

### Cooperativa de Productores Yerbateros de Jardín América Limitada
El pionero Alwin Gansel dedicó buena parte de su vida a las tareas de la chacra y junto a su esposa Lidia Schwartz criaron cuatro hijos. En 1973, formó parte del grupo de colonos que iniciaron la Cooperativa de Productores Yerbateros de Jardín América Limitada, donde durante 25 años se ocupó de la tarea dirigencial de la entidad. Así, fue vicepresidente, tesorero y durante un año, presidente, y en 1999 recibe un homenaje en reconocimiento a su labor al frente de la institución.
Rememorando épocas, Gansel contó: 

Los socios originales eran vecinos de la colonia Sol de Mayo y de Jardín América, y recién años más tarde se incorporaron asociados de otras localidades. En los inicios, los consejeros debieron firmar una garantía por la compra del primer secadero de yerba mate que pertenecía a una sociedad de los hermanos Kamada. Solamente Pedro Lapchuk y yo somos los únicos que aún quedamos de los socios fundadores que totalizaban 32.

#### Acompañando al progreso de la ciudad
A través de sus años de existencia, los dirigentes de la Cooperativa de Productores Yerbateros de Jardín América Limitada han tenido la visión de ir diversificando la actividad, que ya no sólo es yerbatera como en sus comienzos, sino que además ha incorporado una planta envasadora de productos regionales y otra de almidón de mandioca.
En los planes futuros figura la posibilidad de encarar un secadero de té, de acuerdo a lo aprobado por los socios en asamblea. Esta cooperativa aprobó participar como asociada a la Caja de Crédito cooperativa.
Durante el ejercicio N.º 35, cerrado al 31 de diciembre de 2008, se secaron casi 17 millones de hoja verde de yerba mate. La mayor parte de la comercialización se realiza como yerba canchada y lentamente se está comercializando la yerba Flor de Jardín y se están buscando nuevos mercados para lograr mayor rentabilidad del producto.
Entre los proyectos encarados por esta gestión, se encuentra la construcción del salón de exposición y ventas, sobre la Ruta Nacional 12 -donde tiene su sede la entidad. Para la recepción de yerba se han construido dos cintas transportadoras y un equipo para apilar leña destinada al secadero. Para la obtención de ese elemento, se han implantado diez hectáreas de eucaliptos en un terreno propio.
El instituto agrotécnico, que depende de la cooperativa, tiene una población de alrededor de cien alumnos, en su mayoría provenientes de las colonias, que cumplen con el régimen de alternancia.

## Cultura

### Escudo
El escudo de Jardín América fue oficializado en la década del ochenta y es una creación de Antonio Faccendini. El borde superior presenta una cinta con la fecha de nacimiento del pueblo. 
El cuerpo central está dividido en tres campos verticales: el primero simboliza la economía; aparece un yerbal, un ananá (que en esa época fue el cultivo que identificaba al municipio) y una rueda dentada que representa a la industria y el trabajo.
El campo central representa a la naturaleza, con el majestuoso Salto Tabay como protagonista y con el mismo sol naciente del futuro presente en los escudos nacional y provincial. 
El campo derecho simboliza la cultura: en él aparecen unas manos sosteniendo una Biblia, de acuerdo al espíritu de los primeros pioneros de la localidad. 

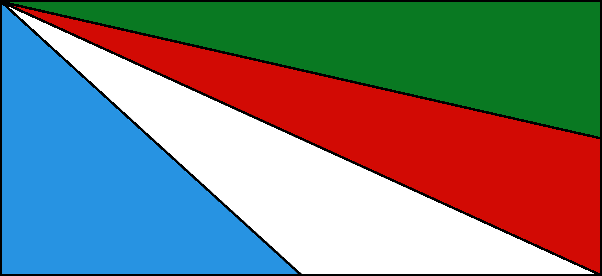
Bandera de Jardín América

Y en el fondo el añoso árbol Timbó alrededor del cual se originó la comunidad.

### Bandera
Es el símbolo más reciente y fue aprobado por ordenanza del año 1999. Sus colores simbolizan el verde la selva misionera, el rojo por la tierra colorada que caracteriza el suelo de la provincia de Misiones y, finalmente, el blanco y el celeste colores tomados de la bandera nacional.

### Canción oficial
El autor de la letra de la canción oficial de Jardín América fue Antonio Faccendini. La música es de Mario Mereles, quien le dio un ritmo de galopa y fue grabada en la voz de su hija Giselle Mereles.

### Clubes deportivos y sociales de Jardín América
- Club Atlético Jardín América.
- Club Social y Deportivo Timbó.
- Club Independiente.
- Centro Social y Cultural Germano Argentino de Jardín América.
- Club Japonés.
- Club Ucraniano.
- Aguará Rugby Club.

## Religión

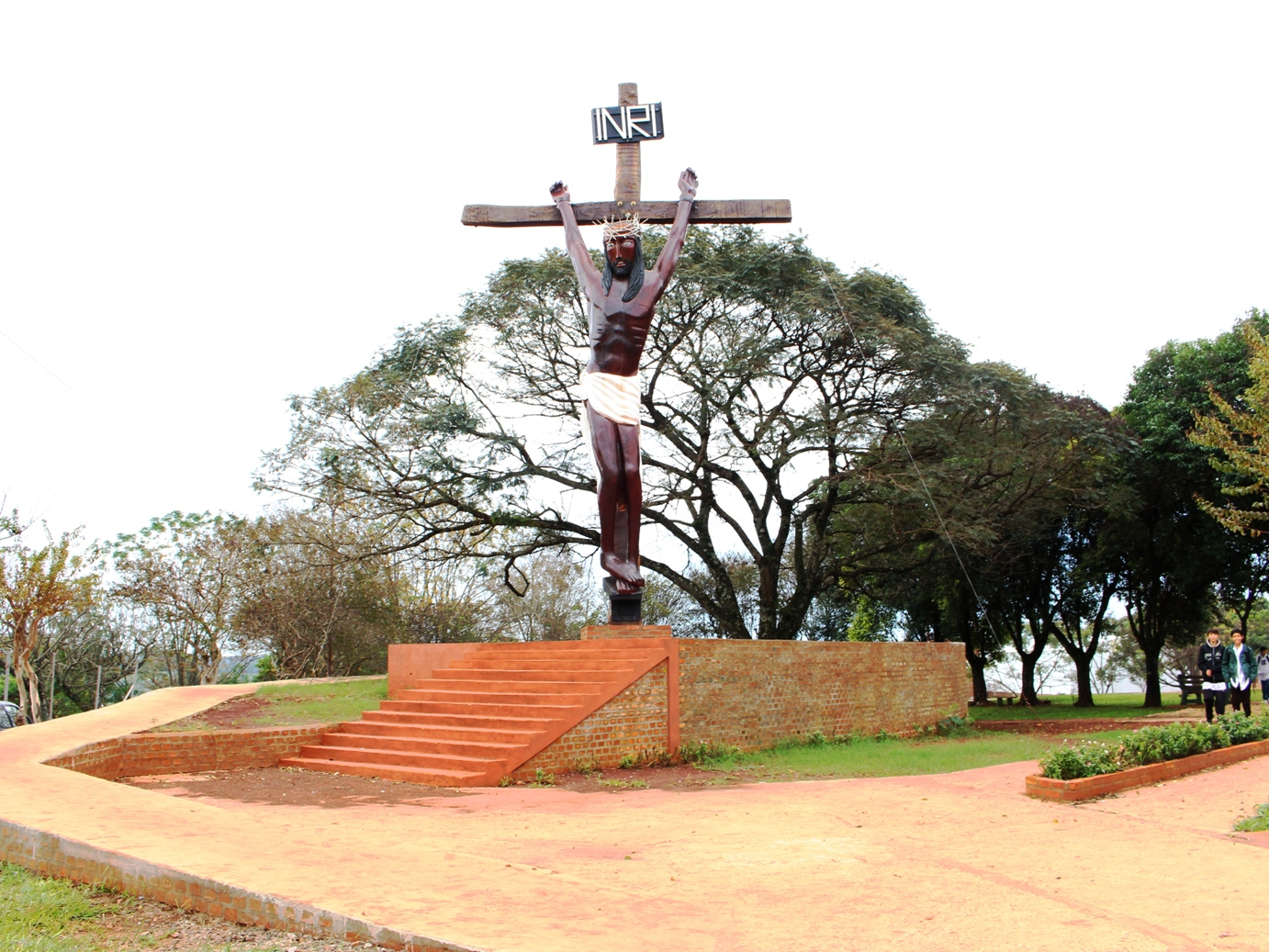
Cristo de la Hermandad en Jardín América

Jardín América fue poblada por inmigrantes como ocurrió en toda la provincia, de ello surge una infinidad de credos religiosos como el católico (latino y del rito bizantino-ucraniano), adventista y de diferentes congregaciones evangelistas.
Existen otras dos esculturas de Cristo en la localidad: una en el cruce de las Ruta Nacional 12 y Ruta Provincial 7, otra al lado de la terminal de ómnibus, realizada por un artista chileno quién la talló en un único tronco.

## Festivales

### En enero
- Festival Provincial del Turista. Se realiza el tercer fin de semana de enero en las instalaciones del Cámping Municipal Salto Tabay.

### En junio
- Fiesta Provincial del Caburé. Cada mes de junio, en la que se destaca la presencia de artistas locales y de renombre. La Cámara de Diputados de la Provincia de Misiones declaró «De Interés Provincial» desde el 2009 la realización de esta fiesta. Ramón Fernández es el principal organizador y uno de los principales impulsores de la elaboración y promoción del caburé. Debido al constante interés de los turistas por probar la chipa a las brasas, organizó el Primer Festival Provincial del Caburé en 2009. Y ante el éxito alcanzado, lo hacen cada año.

### En octubre
- Festival Infantil Provincial de Folklore. Nace por iniciativa de la Peña Nativista del Club Social y Deportivo Timbó, cuyo mentor fue José Mercedes Giménez y sus colaboradores. Se hace cada mes de octubre.

### En noviembre
- Fiesta Provincial de Colectividades Raíces de Jardín América: surgió de la iniciativa del Instituto de Formación Docente Continua de Jardín América. Actualmente está conformada por una comisión central y se realiza el primer fin de semana del mes de noviembre en las instalaciones del Complejo Polideportivo Municipal. Participan las colectividades alemana, brasileña, ucraniana, japonesa, húngara, italiana, polaca, paraguaya y sirio-libanesa.

## Turismo

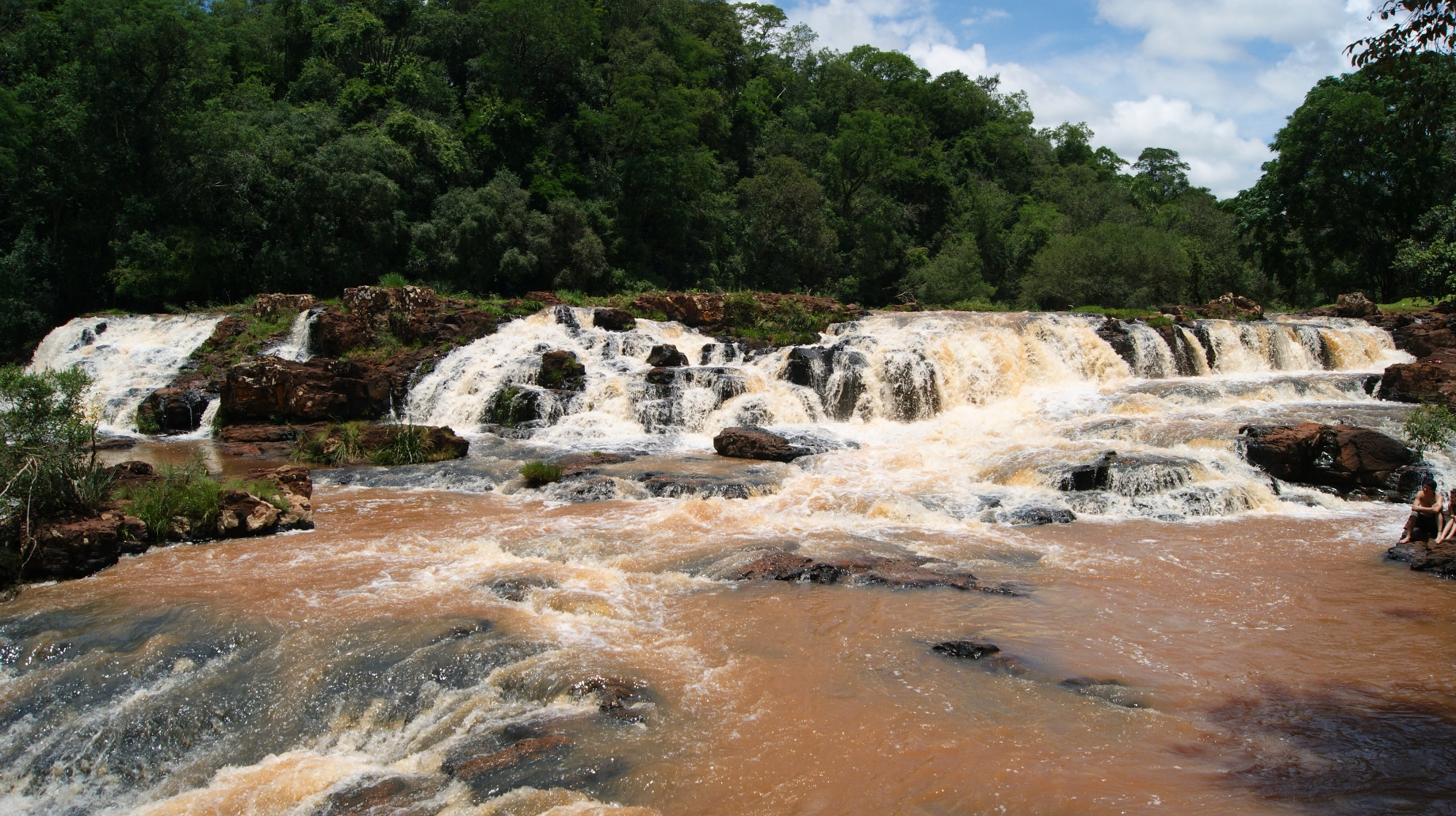
Saltos del Tabay en el municipio de Jardín América.

- Saltos del Tabay: principal atractivo turístico de la ciudad y se ubica a unos pocos kilómetros de Jardín América y a 2 kilómetros de la Ruta Nacional 12, sobre el arroyo del mismo nombre. Se destaca por las caídas de aguas que tienen un promedio de 10 metros.

- Baden-Baden: emprendimiento familiar que se encuentra a la vera de Ruta Nacional 12, a 2 kilómetros del ingreso a Jardín América.

- Paraíso Lodge: ubicado al lado del puente de la Ruta Nacional 12 sobre el arroyo Tabay. Es un emprendimiento privado.

- La Isla

- Estancia Doña Victoria

## Demografía
En el año 2010 contaba con 25726 habitantes , lo que representa un incremento del 21.41% frente a los 21 189 habitantes (Indec, 2001). Esta cifra la sitúa como la décima de la provincia. Gran parte de los pobladores son descendientes de las corrientes migratorias europeas y asiáticas que poblaron la provincia a principios del siglo XX; otro grupo son indígenas Guaraníes, además, un importante porcentaje de habitantes provienen de los países que limitan con la provincia (Brasil y Paraguay) y de otras provincias argentinas.

## Clima
| Parámetros climáticos promedio de Jardín América (Misiones) | Parámetros climáticos promedio de Jardín América (Misiones) | Parámetros climáticos promedio de Jardín América (Misiones) | Parámetros climáticos promedio de Jardín América (Misiones) | Parámetros climáticos promedio de Jardín América (Misiones) | Parámetros climáticos promedio de Jardín América (Misiones) | Parámetros climáticos promedio de Jardín América (Misiones) | Parámetros climáticos promedio de Jardín América (Misiones) | Parámetros climáticos promedio de Jardín América (Misiones) | Parámetros climáticos promedio de Jardín América (Misiones) | Parámetros climáticos promedio de Jardín América (Misiones) | Parámetros climáticos promedio de Jardín América (Misiones) | Parámetros climáticos promedio de Jardín América (Misiones) | Parámetros climáticos promedio de Jardín América (Misiones) |
| Mes                                                         | Ene.                                                        | Feb.                                                        | Mar.                                                        | Abr.                                                        | May.                                                        | Jun.                                                        | Jul.                                                        | Ago.                                                        | Sep.                                                        | Oct.                                                        | Nov.                                                        | Dic.                                                        | Anual                                                       |
| ----------------------------------------------------------- | ----------------------------------------------------------- | ----------------------------------------------------------- | ----------------------------------------------------------- | ----------------------------------------------------------- | ----------------------------------------------------------- | ----------------------------------------------------------- | ----------------------------------------------------------- | ----------------------------------------------------------- | ----------------------------------------------------------- | ----------------------------------------------------------- | ----------------------------------------------------------- | ----------------------------------------------------------- | ----------------------------------------------------------- |
| Temp. máx. media (°C)                                       | 32.3                                                        | 31.1                                                        | 30.0                                                        | 26.0                                                        | 22.8                                                        | 20.3                                                        | 21.1                                                        | 22.7                                                        | 23.7                                                        | 27.4                                                        | 29.4                                                        | 31.8                                                        | 26.5                                                        |
| Temp. mín. media (°C)                                       | 20.8                                                        | 20.3                                                        | 18.9                                                        | 16.6                                                        | 13.6                                                        | 11.1                                                        | 11.2                                                        | 12.6                                                        | 13.1                                                        | 15.8                                                        | 18.1                                                        | 19.9                                                        | 16.0                                                        |
| Precipitación total (mm)                                    | 181.8                                                       | 215.6                                                       | 158.6                                                       | 235.1                                                       | 252.0                                                       | 163.9                                                       | 138.8                                                       | 175.8                                                       | 153.7                                                       | 179.2                                                       | 217.3                                                       | 230.6                                                       | 2302.4                                                      |
| Fuente: infoClima Argentina promedio 1990-2000              |                                                             |                                                             |                                                             |                                                             |                                                             |                                                             |                                                             |                                                             |                                                             |                                                             |                                                             |                                                             |                                                             |

## Personalidades notables
- Jorge Francisco Machón (n. el 11 de septiembre de 1935- Jardín América, 3 de enero de 2015)[7] fue un destacado historiador argentino contemporáneo especializado en la Historia de la Provincia de Misiones.[8][9] Profesor de Historia, fue autor de numerosos libros y trabajos sobre historia misionera del siglo XIX[10] y siglo XX.
- Sandra Giménez, (nacida en Jardín América, 2 de septiembre de 1967), política, médica y docente argentina. Fue la segunda vicegobernadora mujer de la provincia de Misiones entre los años 2007 y 2011. También fue elegida Senadora Nacional por Misiones para el período 2011–2017 y diputada provincial.[11]
- Darío Ocampo (n. en Jardín América, 21 de junio de 1986) es un futbolista argentino, nacionalizado paraguayo. Juega de mediocampista ofensivo en el Club Guaraní de la Primera División de Paraguay.
- Jorge Humberto Appiani (20 de mayo de 1953) es un ex militar argentino culpable de crímenes de lesa humanidad por lo que fue condenado a prisión y a destitución de su grado militar ―había alcanzado el grado de capitán auditor―. Durante la dictadura cívico-militar autodenominada Proceso de Reorganización Nacional (1976-1983) era quien llevaba adelante las asesorías legales durante los Consejos de Guerra que se llevaron a cabo en los varios de los centros clandestinos de detención (CCD). También está acusado de participar en secuestros y torturas e intentos de asesinato.[12][13]
- Appiani representó ante el Tribunal Europeo de Derechos Humanos con asiento en Estrasburgo (Francia) a los familiares de las víctimas del Crucero ARA-General Belgrano, hundido durante la Guerra de Malvinas por el Reino Unido de Gran Bretaña Fue el abogado defensor de Nestor Beroch, el principal  acusado de participar en el secuestro de los estudiantes de la Noche de los Lápices  Fue el abogado defensor del comisario Juan Ramón Morales, custodio de José López Rega.y Jefe Operativo de la organización parapolicial Triple A responsable de múltiples crímenes en la década de los '70  Appiani fue vinculado reiteradas veces al movimiento carapintada del Coronel Mohamed Alí Seineldin (de quien fue su abogado). También se conocen sus contactos con  colaboradores de Lyndon Hermyle LaRouche, ( un activista y político estadounidense de tendencias fascistas y posiciones de extrema derecha) y con el neonazi Movimiento por la Independencia de Alsacia.Como abogado defendió a los militares, partícipes de la represión de aquel período, Guillermo Suárez Mason, Emilio Massera, entre otros, como así también al criminal de guerra nazi Erich Priebke. Además, fue el abogado defensor de Julio Simón o "el Turco Julián".. La condena de Simon fue la primera luego de que, en el año 2003, el Congreso anulara las leyes de Punto Final y Obediencia Debida, que impidieron juzgar a los responsables de crímenes de lesa humanidad durante la última dictadura. El fallo fue dictado por el juez federal Gabriel Cavallo.  Appiani  apeló la sentencia del Juez Cavallo pero la Corte Suprema de Justicia validó la constitucionalidad de esas normas y declaró la invalidez de las leyes de Obediencia Debida y Punto Final (precisamente, en el Caso Simón). (diario judicial.  Apelaron el fallo de Cavallo 13 de marzo de 2001 www.diario judicial.com). Siempre estuvo vinculado con otro represor misionero Jorge Antonio Olivera, con quien es amigo y serían socios en un estudio jurídico en la Ciudad de Buenos Aires.  Constituyó un fideicomiso con su amigo personal Jorge Olivera. Tras la fuga del segundo en julio de 2013 la Unidad de Información Financiera congeló los fondos de dicho fideicomiso que poseía unos 9.457.804 pesos argentinos hacia diciembre de 2010. Dicho fondo se cree que fue utilizado para la fuga y la vida posterior del prófugo.  Anteriormente, había defendido a Olivera en Roma, Italia, cuando fue detenido por la desaparición de la modelo Marie Anne Erize.  Se encuentra cumpliendo condena en la Unidad Penal N.º 1 de Paraná, en la provincia de Entre Ríos, desde junio de 2009. Aún continúan investigaciones en una causa por secuestros y torturas, conocida como Mega-Causa Área Paraná.  En 2011 fue acusado de «partícipe necesario» de privación ilegítima de la libertad y otros delitos contra ocho personas y como «autor mediato» de otros 27 casos en 1976 y 1977, por parte de los fiscales José Ignacio Candioti y Mario Silva. Appiani se defiende a sí mismo y ha tenido fallos en contra por intentar demorar el inicio del juicio, llegando a ser acusado por la Cámara Federal de Paraná.  En 2014, la Administración Federal de Ingresos Públicos (AFIP) suspedió la clave única de identificación tributaria (CUIT) de Appiani. Él inició en la justicia una demanda contra la AFIP para la reactivación de su clave. El organismo de rentas sospechaba de la posibilidad de que Appiani pudiera moviendo fondos que compartía con su socio Olivera.
- Después de pasar más de 15 años en la Unidad Penal de Paraná, a fines de 2024 se ordenó su traslado a la Cárcel Militar de Campo de Mayo (Ahora Entre Ríos ahora.com.ar 11/12/2024)

## Parroquias de la Iglesia católica en Jardín América
| Diócesis           | Posadas                                    |
| ------------------ | ------------------------------------------ |
| Parroquias         | Cristo Redentor, Exaltación de la Cruz     |
| Eparquía ucraniana | Santa María del Patrocinio en Buenos Aires |
| Parroquia          | Espíritu Santo                             |